# 秋林 (歌手)
秋林，本名李秋林，广东翁源人，客家人，中国大陆创作男歌手。秋林是史上首位入围金曲奖客语奖项的中国大陆歌手。2018年，秋林凭专辑《大岭脚下2》于第29届金曲奖夺得最佳客语歌手奖，成为首位夺得金曲奖客语奖项的中国大陆歌手。

## 音乐生涯
秋林从2001年开始创作歌曲，2012年，他开始尝试以客家话创作歌曲，结果受到好评，他也因此走上客语歌曲创作之路。
2015年，秋林发行客语专辑《大岭脚下》，专辑因其故乡的村落建在大岭之下而命名，秋林并不追求以音乐表达“客家”或仅仅赞美“客家”，而是在专辑中紧扣“故乡”主题进行创作，希望“能把身边的每一件事都记录下來”。在次年的第27届金曲奖上，秋林凭该专辑入围最佳客语专辑奖和最佳客语歌手奖，是首度有中国大陆歌手入围金曲奖客语奖项。
2017年，秋林发行客语专辑《大岭脚下2》。相较于《大岭脚下》谈童年，《大岭脚下2》则更侧重于谈现在，在面对现实生活感到无力时，秋林通过这张作品表达着自己对成长的故土和经历的往事无比珍视的态度。次年的第29届金曲奖上，秋林凭此专辑入围最佳客语专辑奖和年度专辑奖，并夺得最佳客语歌手奖，成为首位夺得金曲奖客语奖项的中国大陆歌手。
2024年，秋林发行客语专辑《梦里梦外》，并于次年的第36届金曲奖凭此专辑第三度入围最佳客语专辑奖和最佳客语歌手奖，同时争夺年度专辑奖。

## 音乐作品

### 专辑
| 年份 | 發行公司             | 專輯名稱  | 專輯類型   | 曲目 | 備註   |
| ---- | -------------------- | --------- | ---------- | --- | ------ |
| 2015 | 同路事业有限公司     | 大岭脚下  | 录音室专辑 | 曲目 1. 落水水 2. 收烂铜烂铁 3. 老五叔公 4. 风吹田间 5. 三婆的孙子 6. 年三十脯夜 7. 去远方 8. 背夫头 9. 月光新娘(feat. 丘沛辰) 10. 月光新娘（特别版）    | [ 9 ]  |
| 2017 | 禾广娱乐股份有限公司 | 大岭脚下2 | 录音室专辑 | 曲目 1. 大岭脚下 2. 庄外庄 3. 如果，走远了 4. 二十四节气歌2017 5. 春夏秋冬 6. 问仙2017 7. 嫁妹子2017 8. 妹当家（江西石城山歌改編） 9. 大岭脚下（特別版） | [ 10 ] |
| 2018 | 杰思國際娛樂         | 拾音記•壹 | 录音室专辑 | 曲目 1. 藕 2. 唱山歌 3. 胡馬 4. 鄉愁 5. 緒 6. 曾經的未來 7. 遷徙 8. 衝過雲霄 9. 愛 10. 夕陽下                                                            | [ 11 ] |
| 2018 | 杰思國際娛樂         | 拾音記•貳 | 录音室专辑 | 曲目 1. 遠行 2. 小築天涯 3. 想家了就回來 4. 生生不息 5. 星星搖籃曲 6. 小老虎 7. 暖暖的世界 8. 雅魯藏布江母親 9. 輪迴                                     | [ 12 ] |
| 2024 | 杰思國際娛樂         | 夢裡夢外  | 录音室专辑 | 曲目 1. 夢裡夢外 2. 春耕-特別版 3. 雀靜 4. 阿妹在哪 5. 客家八音鑼鼓 6. 水神 7. 老屋 8. 春耕-民樂版 9. 上山下山 10. 尋莊 11. 送妹轉                       | [ 13 ] |

## 奖项
| 年份 | 頒獎禮       | 作品          | 獎項           | 結果 |
| ---- | ------------ | ------------- | -------------- | ---- |
| 2016 | 第27届金曲奖 | 《大岭脚下》  | 最佳客语歌手奖 | 提名 |
| 2016 | 第27届金曲奖 | 《大岭脚下》  | 最佳客语专辑奖 | 提名 |
| 2018 | 第29届金曲奖 | 《大岭脚下2》 | 最佳客语歌手奖 | 獲獎 |
| 2018 | 第29届金曲奖 | 《大岭脚下2》 | 最佳客语专辑奖 | 提名 |
| 2018 | 第29届金曲奖 | 《大岭脚下2》 | 年度专辑奖     | 提名 |
| 2025 | 第36届金曲奖 | 《梦里梦外》  | 最佳客语歌手奖 | 提名 |
| 2025 | 第36届金曲奖 | 《梦里梦外》  | 最佳客语专辑奖 | 提名 |
| 2025 | 第36届金曲奖 | 《梦里梦外》  | 年度专辑奖     | 提名 |

## 外部連結
- 秋林的新浪微博